# Sainte-Paule
Sainte-Paule – miejscowość i gmina we Francji, w regionie Owernia-Rodan-Alpy, w departamencie Rodan.
Według danych na rok 1990 gminę zamieszkiwało 205 osób, a gęstość zaludnienia wynosiła 27 osób/km² (wśród 2880 gmin regionu Rodan-Alpy Sainte-Paule plasuje się na 1422. miejscu pod względem liczby ludności, natomiast pod względem powierzchni na miejscu 1313.).